# (11120) Pancaldi
(11120) Pancaldi (1996 QD1) – planetoida z pasa głównego asteroid okrążająca Słońce w ciągu 3,47 lat w średniej odległości 2,29 j.a. Odkryta 17 sierpnia 1996 roku.